# Centreville (Maryland)
Centreville es un pueblo ubicado en el condado de Queen Anne en el estado estadounidense de Maryland. En el Censo de 2010 tenía una población de 4.285 habitantes y una densidad poblacional de 673,36 personas por km².

## Geografía
Centreville se encuentra ubicado en las coordenadas 39°2′33″N 76°3′51″O / 39.04250, -76.06417. Según la Oficina del Censo de los Estados Unidos, Centreville tiene una superficie total de 6.36 km², de la cual 6.36 km² corresponden a tierra firme y (0.12%) 0.01 km² es agua.

## Demografía
Según el censo de 2010, había 4.285 personas residiendo en Centreville. La densidad de población era de 673,36 hab./km². De los 4.285 habitantes, Centreville estaba compuesto por el 84.97% blancos, el 10.6% eran afroamericanos, el 0.26% eran amerindios, el 1.38% eran asiáticos, el 0.02% eran isleños del Pacífico, el 0.51% eran de otras razas y el 2.26% pertenecían a dos o más razas. Del total de la población el 2.68% eran hispanos o latinos de cualquier raza.